# Stazione di Acquappesa
Stazione di Acquappesa vasútállomás Olaszországban, Acquappesa településen.

## Vasútvonalak
Az állomást az alábbi vasútvonalak érintik:
- Battipaglia–Reggio di Calabria-vasútvonal

## Kapcsolódó állomások
A vasútállomáshoz az alábbi állomások vannak a legközelebb:
- Stazione di Guardia Piemontese Terme
- Stazione di Cetraro